# Конечное кольцо
Конечное кольцо в общей алгебре — это кольцо, содержащее конечное число элементов (которое называется порядком кольца). Другими словами, это (непустое) конечное множество {\displaystyle R}, на котором определены операции сложения и умножения, причём относительно сложения {\displaystyle R} образует коммутативную конечную группу, а умножение связано со сложением обычными распределительными законами. Существование единицы и коммутативность умножения в кольце не всегда имеют место, могут также существовать делители нуля.
Количество колец небольших порядков приведено в онлайн-энциклопедии целочисленных последовательностей.

## Примеры конечных колец
- Самым простым примером является тривиальное кольцо, состоящее из одного нуля. Любое кольцо содержит тривиальное подкольцо. Это единственное кольцо, в котором ноль является мультипликативной единицей[2]. Все остальные конечные кольца называются нетривиальными.

- Классическим примером конечного кольца является {\displaystyle \mathbb {Z} _{n}} — кольцо вычетов по некоторому натуральному модулю {\displaystyle n}. Кольцо вычетов является полем тогда и только тогда, когда число {\displaystyle n} простое[3]. Если же число {\displaystyle n} составное, то в кольце {\displaystyle \mathbb {Z} _{n}} существуют делители нуля. Например   множество {\displaystyle \{0;\ 2;\ 4;\ 6\}} с операциями сложения и умножения по модулю 8 даёт пример кольца без единицы и с делителями нуля: {\displaystyle 2\cdot 4=4\cdot 6=0.} Кольца вычетов важны при исследовании структуры конечнопорождённых абелевых групп, их также можно использовать для построения p-адических чисел. Это кольцо коммутативно, но кольцо квадратных матриц заданного порядка, элементы которых — классы вычетов по модулю {\displaystyle n}, уже не коммутативно.

- Кольцо подмножеств конечного множества {\displaystyle X} — это кольцо, элементами которого являются подмножества в {\displaystyle X}. В качестве операции сложения выступает симметрическая разность, а в роли умножения выступает пересечение множеств:

{\displaystyle A+B=A\Delta B=(A\setminus B)\cup (B\setminus A)}
{\displaystyle A\cdot B=A\cap B}
Выполнение аксиом кольца легко проверяется. Нулевым элементом является пустое множество, единичным — всё {\displaystyle X}. Все элементы кольца являются идемпотентами, то есть {\displaystyle A\cdot A=A}. Любой элемент является своим обратным по сложению: {\displaystyle A+A=0.} Кольцо подмножеств важно в теории булевых алгебр и теории меры, в частности, для построения теории вероятностей.
- Каждое конечное поле или конечное тело одновременно является конечным кольцом.

## Некоторые свойства
В коммутативном конечном кольце с единицей каждый ненулевой элемент либо обратим, либо является делителем нуля. В самом деле, пусть {\displaystyle a} — ненулевой элемент кольца порядка {\displaystyle n}; составим произведения {\displaystyle a} на все ненулевые элементы кольца: {\displaystyle aa_{1}\dots aa_{n-1}}. Если среди этих произведений есть единица, то элемент обратим, а если нет, то либо одно из произведений равно нулю, либо какие-то два произведения равны: {\displaystyle aa_{i}=aa_{k},} или {\displaystyle a(a_{i}-a_{k})=0.} В обоих случаях {\displaystyle a} — делитель нуля, ч. т. д.
Следствие: нетривиальное коммутативное конечное кольцо без делителей нуля является полем (существование в кольце единицы следует из того же рассуждения).
Кольцо {\displaystyle R} с нетривиальным умножением (у которого не все произведения элементов {\displaystyle R} равны нулю) называется простым, если в нём нет двусторонних идеалов, кроме тривиального подкольца и самого {\displaystyle R}. Любое поле является простым кольцом, так как в поле нет собственных идеалов. Коммутативное кольцо {\displaystyle R} с единицей является полем тогда и только тогда, когда оно является простым кольцом.

## Теоремы Веддербёрна
Малая теорема Веддербёрна утверждает, что всякое конечное тело является полем (то есть коммутативно по умножению).
Натан Джекобсон позже обнаружил ещё одно условие, которое гарантирует коммутативность кольца: если для каждого элемента {\displaystyle a} из кольца {\displaystyle R} существует такое целое {\displaystyle n>1}, что {\displaystyle a^{n}=a}, то кольцо {\displaystyle R} коммутативно. Обнаружены и другие признаки коммутативности колец.
Ещё одна теорема Веддербёрна: пусть {\displaystyle R} — простое кольцо с единицей и минимальными левыми идеалами. Тогда кольцо {\displaystyle R} изоморфно кольцу всех матриц порядка {\displaystyle n} над некоторым телом. При этом {\displaystyle n} определено однозначно, а тело с точностью до изоморфизма. Обратно, для любого тела {\displaystyle D} кольцо {\displaystyle \mathrm {Mat} (D,n)} является простым кольцом. Это означает, что любое конечное простое кольцо изоморфно кольцу квадратных матриц над некоторым конечным полем.